# 티투스 개선문
티투스 개선문(이탈리아어: Arco di Tito, 라틴어: Arcus Tītī, 영어: Arch of Titus)은 기원후 1세기에 지어진 개선문으로, 이탈리아 로마의 비아 사크라에 위치하고 있으며 포룸 로마눔의 남동쪽에 있다. 티투스 개선문은 티투스를 공식적으로 신격화하거나 그의 봉헌을 기념하고, 유대인의 반란에서 티투스와 그의 아버지 베스파시아누스가 함께한 승리를 기념하기 위해 티투스가 죽은 직후인 기원후 81년경에 그의 동생이자 후임 황제인 도미티아누스 황제에 의해 지어졌다.
개선문에는 로마의 승리로 예루살렘이 함락된 이후 기원후 71년에 거행된 승전 행렬이 묘사되어 있으며 헤로데 성전의 유물을 묘사한 몇 안 되는 동시대 작품 중 하나이다. 비록 이 행렬을 묘사했다는 설명이 개선문에 명시되어 있지는 않지만, 10년 전 요세푸스의 《유대 전쟁사》에서 묘사된 로마 행렬의 서사와 매우 유사하다.
이는 유대인 디아스포라의 상징이 되었고 개선문에 그려진 메노라는 이스라엘의 국장에도 사용되기도 했다.
티투스 개선문은 16세기 이후 건립된 많은 개선문의 표준 모델이 되었다. 대표적으로 파리의 에투알 개선문에 영감을 주었다. 이는 미술사에서 중요한 위치를 차지하고 있으며, 당시 지배적이었던 관점과 대조적으로 오스트리아의 미술사학자 프란츠 비크호프가 로마 미술을 평가하는 데 중점을 두고 있다.

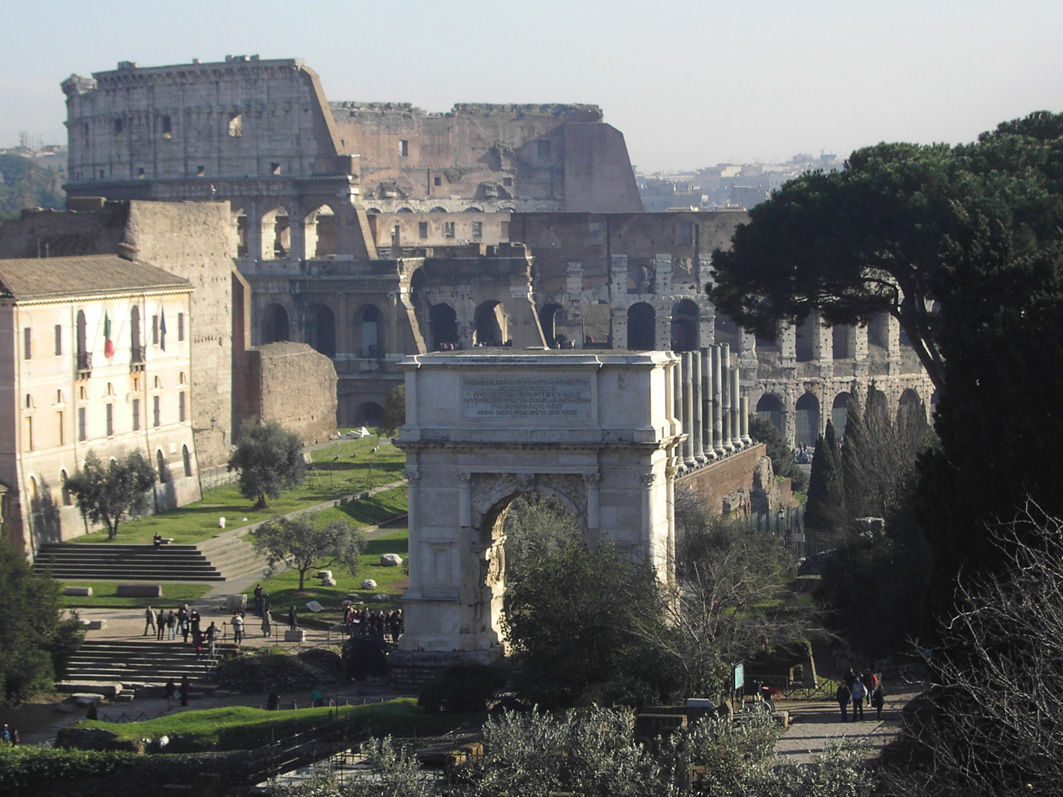
포룸 로마눔 내부에 있는 티투스 개선문, 뒤쪽으로 콜로세움이 보인다.

## 역사
티투스 개선문에 새겨진 조각상의 세부 양식으로 볼 때, 티투스 개선문은 도미티아누스가 총애했던 건축가 라비리우스가 맡아서 설계했을 것으로 보인다. 그러나 전해지는 당시의 문서가 없기 때문에 양식만을 기준으로는 정확하게 단정할 수는 없다. 역사가 디오 카시우스에 의해 티투스에 대한 증오심이 강한 사람으로 묘사된 티투스의 동생이자 후계자인 도미티아누스는 개선문을 건축했다.
중세 라틴 여행 안내서인 《미라빌리아 우르비스 로마이》는 이 기념물에 대해 "티투스와 베스파시아누스의 일곱 등잔의 아치; [모세의 촛대가 카르투라리 탑 아래에 있는 법궤와 함께 일곱 개의 가지를 가지고 있는 곳]"이라고 설명했다.
중세 시대에 프랜지파니 가문은 궁륭에 2층을 추가하여 요새화된 탑으로 개조했다. 건설 당시의 들보 구멍이 패널에 그대로 남아 있다. 위쪽 절반에 방을 짓고, 도로를 낮추어 트래버틴으로 된 토대를 드러냈다.
교황 바오로 4세(교황 재위 1555~1559)는 교황칙서 《불합리하므로》(Cum Nimis Absurdum)를 통해 로마 게토를 설립한 뒤 이 아치를 매년 복종의 서약을 하는 충성 선서 장소로 만들었으며 유대인 장로들이 새로 대관한 교황의 발에 키스하도록 했다.
티투스 개선문은 1817년 건축가 라파엘레 스테른(1774~1820)이 시작하여 1821년 교황 비오 7세 치하의 주세페 발라디에르에 이르기까지 현대적인 복원을 거친 최초의 건축물 중 하나였으며, 새로운 기둥머리와 원래의 대리석과 구별되는 트래버틴 석조로 장식되었다. 복원 작업은 포르타 피아(Porta Pia) 시골 지역의 모델이 되었다.
정확한 날짜는 알려지지 않았지만 로마의 유대교 최고 지도자에 의해 유대인이 아치 아래를 걷는 것을 금지하는 지역 금지령이 티투스 개선문에 내려졌다. 이러한 금지령은 1947년 이스라엘 국가 수립에 따라 철폐되었고 1997년 하누카 행사에서 공식적으로 폐지되었다. 이 아치는 랍비 문헌에서는 언급된 적이 없다.

## 설명

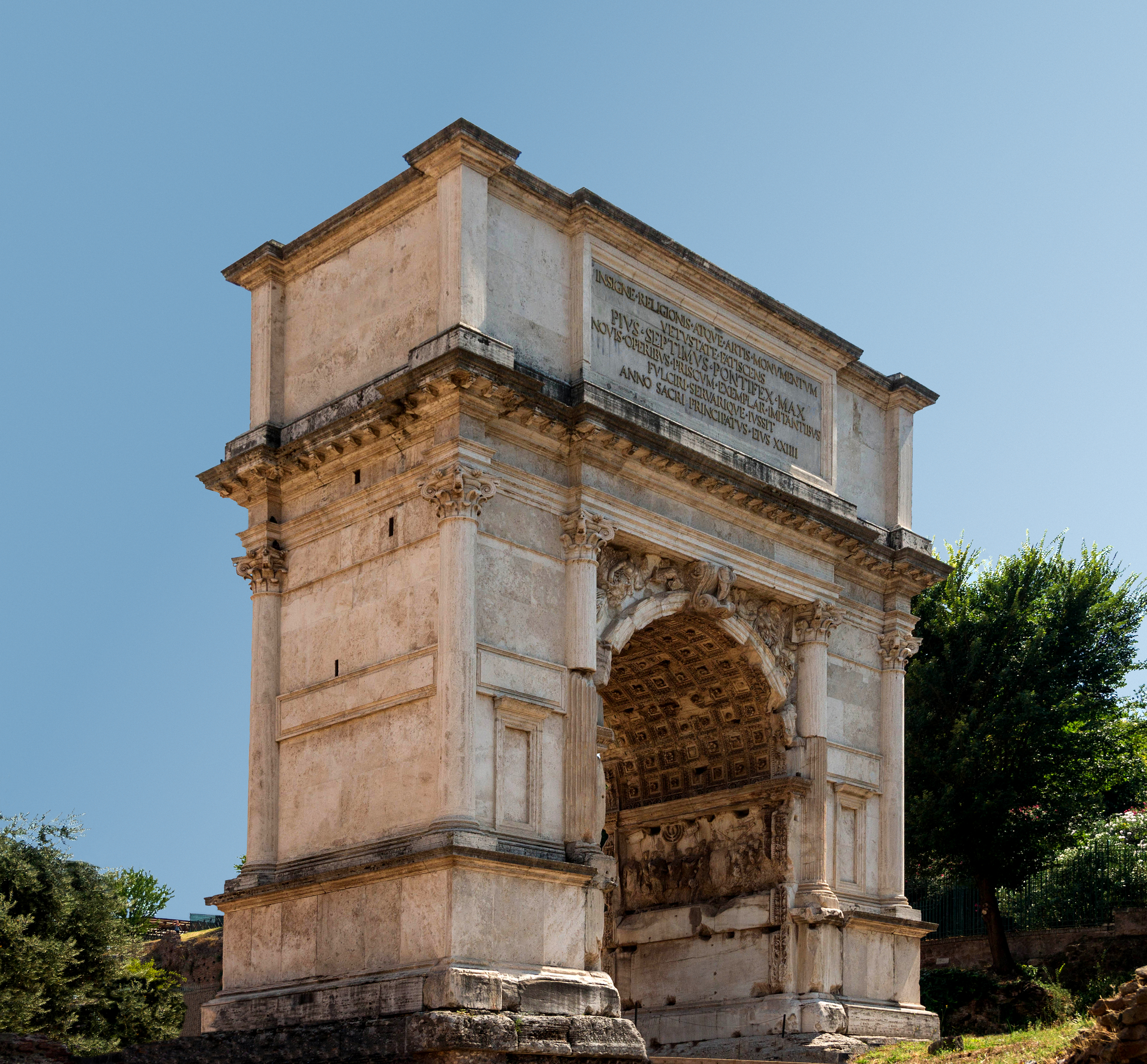
정면부

### 건축
중앙에는 홈이 있는 기둥과 홈이 없는 기둥이 모두 있는 큰 규모의 아치가 있으며, 홈이 없는 기둥은 19세기에 복원된 것이다.

### 크기
티투스 개선문의 전체 높이는 15.4미터(50피트)이고 너비는 13.5미터(44피트), 폭 4.75미터(15.5피트)이다. 내부 아치형 통로의 높이는 8.3미터(27피트)에  폭은 5.36미터(17.5피트)이다.

### 장식 조각품
아치의 왼쪽과 오른쪽 상단에 있는 스팬드럴에는 날개 달린 승리의 여신이 새겨져 있다. 스팬드럴 사이에는 쐐기돌이 있는데, 동쪽에는 여성 조각상이, 서쪽에는 남성 조각상이 각각 쐐기돌 위에 서 있다.

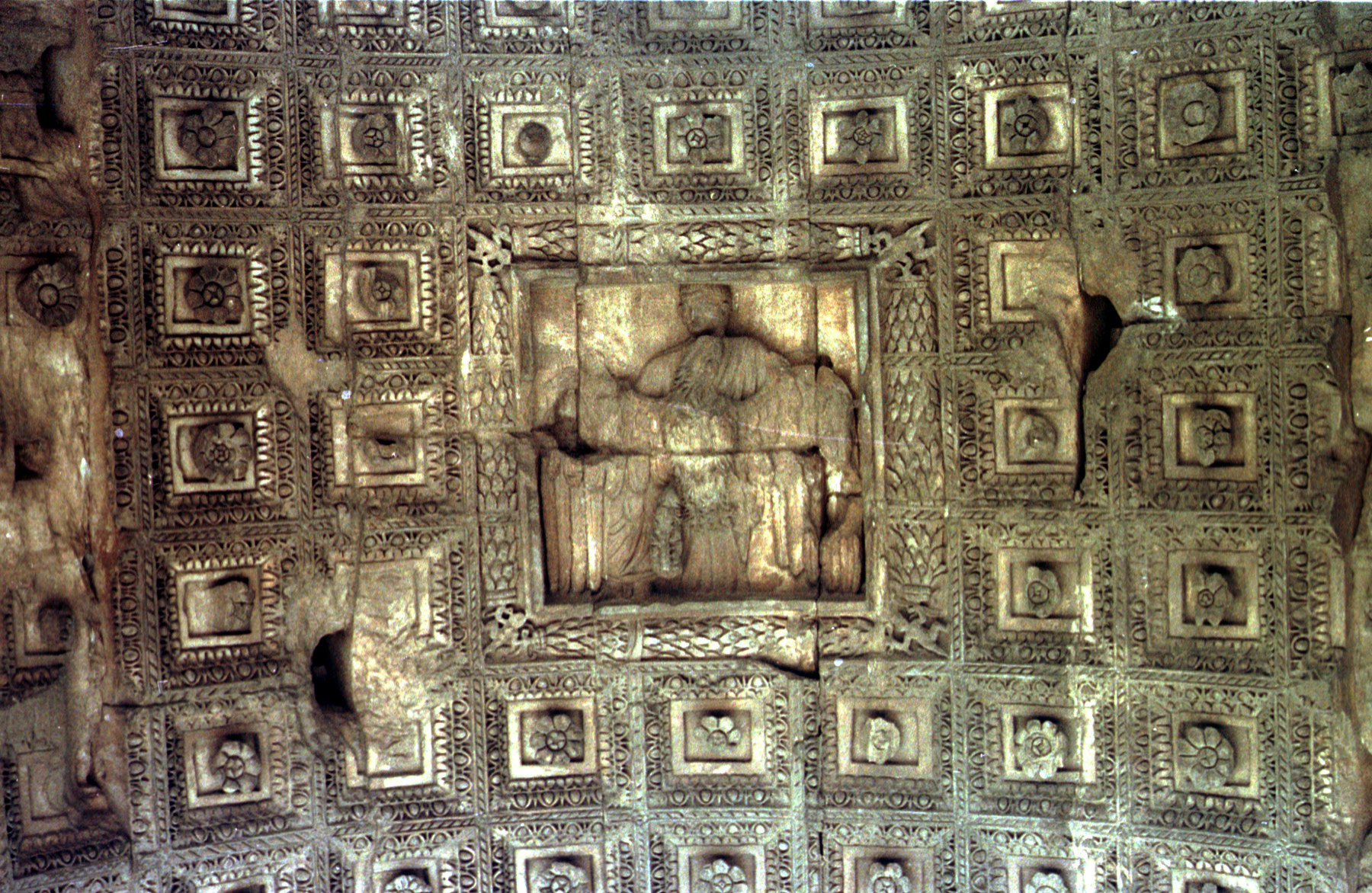
아치 중앙 처마면에 티투스가 새겨져 있다.

축 아치의 처마면 중앙에는 신격화된 티투스가 격간으로 깊이 새겨져 있다. 아치 안 통로를 따라 늘어선 두 개의 패널 부조에도 조각들이 새겨져 있는데 두 부조 모두 서기 71년 여름에 티투스와 그의 아버지 베스파시아누스가 공동으로 승리한 것을 기념하는 것이다.

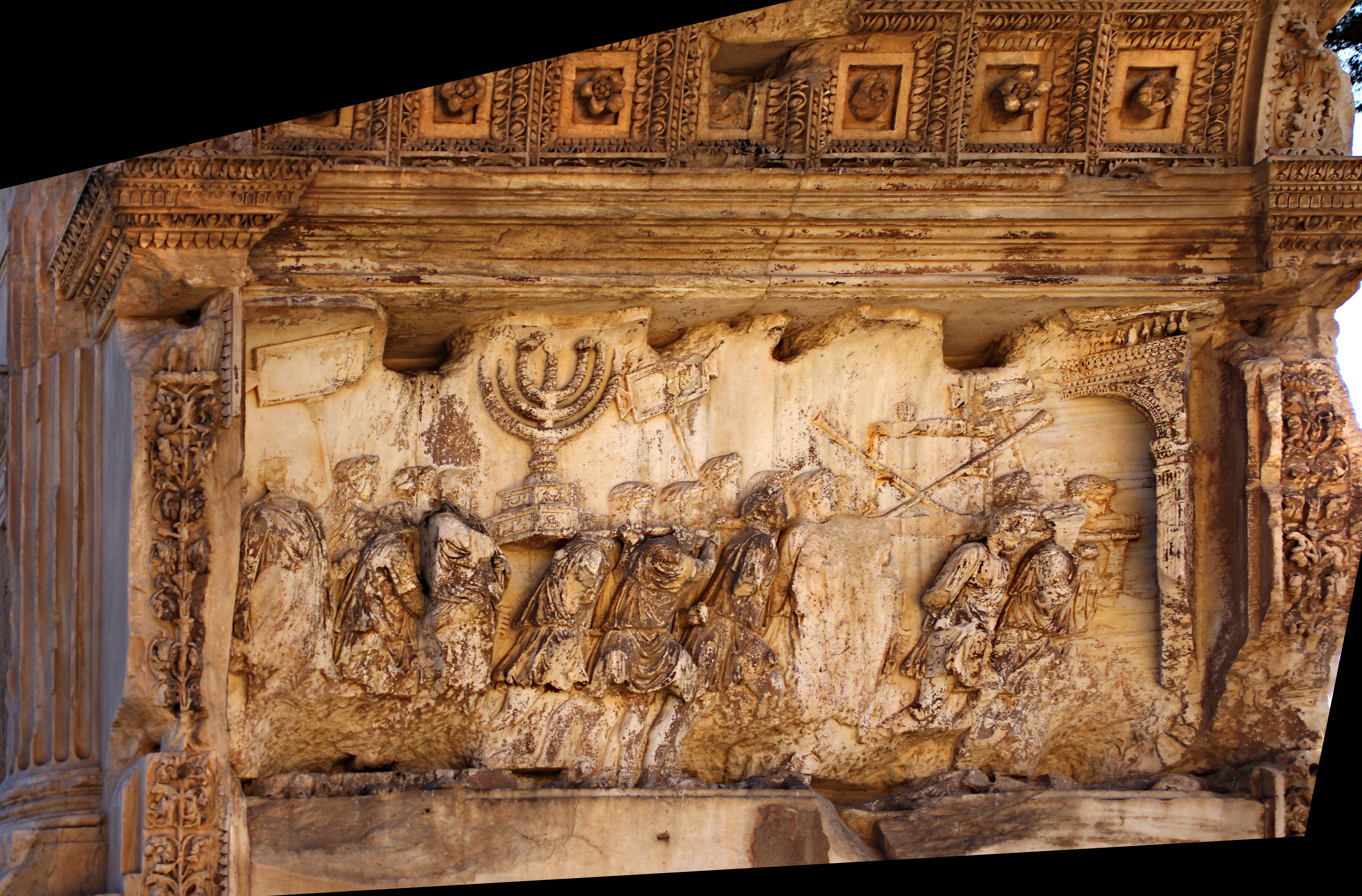
남쪽 안쪽 패널, 예루살렘 공방전에서 얻은 전리품인 메노라가 부조로 새겨져 있다.

남쪽 안쪽 패널에는 승전 행렬과 함께 예루살렘 성전에서 가져온 전리품이 묘사되어 있는데 황금 촛대 또는 메노라가 눈에 띄며 깊은 부조로 조각되어 있다. 승리의 행렬에 운반되는 다른 신성한 물건으로는 금 나팔, 제단에서 재를 제거하는 불판, 진설빵 상이 있다. 이러한 전리품들은 원래 금색이었고 배경은 파란색이었을 것으로 추측된다. 2012년 티투스 개선문 디지털 복원 프로젝트에서 메노라 부조에 노란색 황토색 페인트의 잔해가 발견되었다.

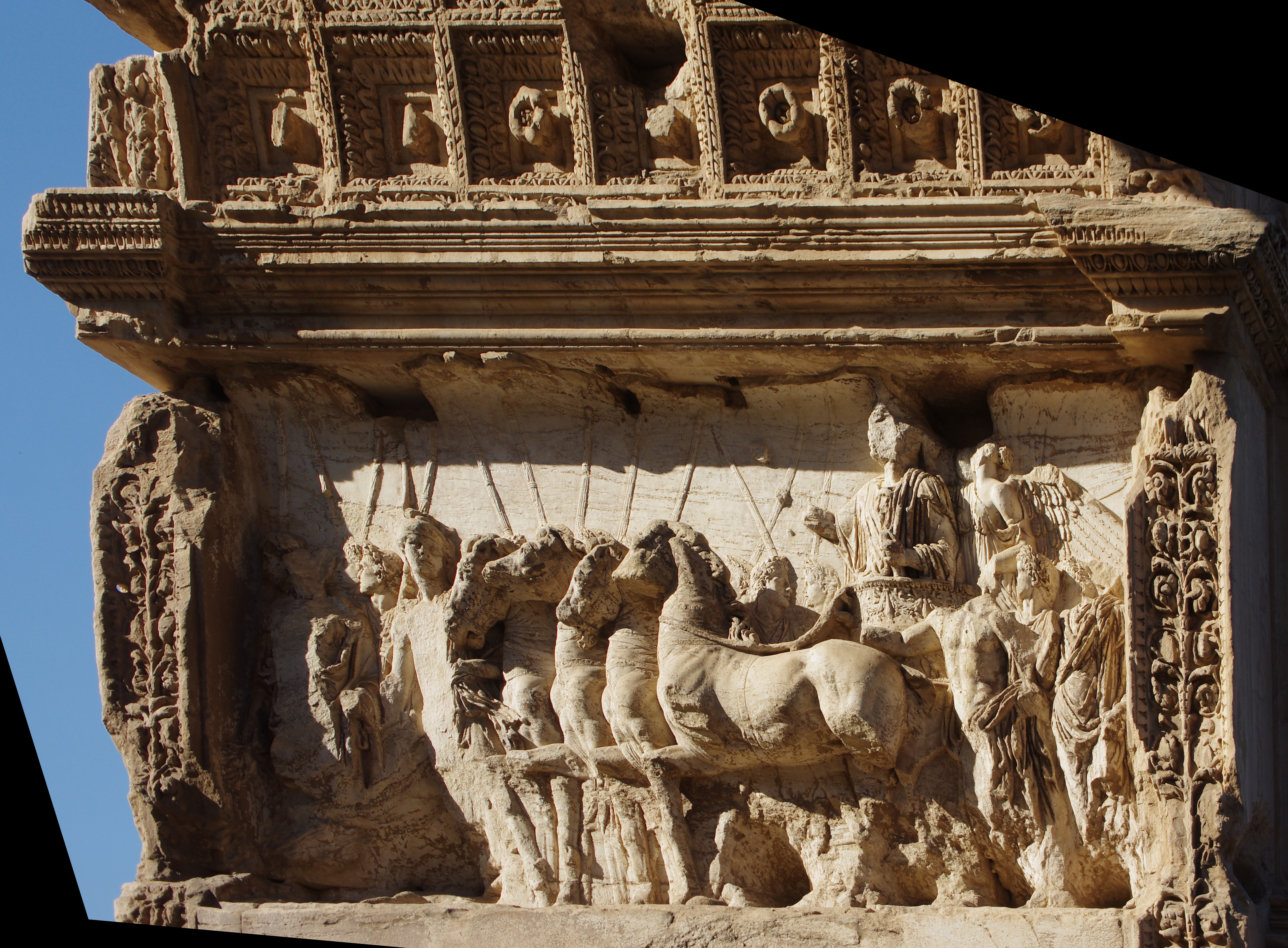
북쪽 안쪽 패널, 개선 장군 티투스의 부조

북쪽 안쪽 패널에는 티투스를 승리자로 묘사했으며, 속간을 운반하는 다양한 게니우스와 릭토르도 함께 묘사되어 있다. 헬멧을 쓴 아마존족 발루르는 티투스를 태운 4마리의 말이 끄는 전차를 이끈다. 날개 달린 승리의 여신이 그에게 월계관을 씌워주고 있다. 이는 신과 인간이 한 장면에 함께 등장하는 최초의 사례 중 하나라는 점에서 의미가 있으며 인간과 신이 분리되어 있는 평화의 제단의 패널과 대조된다.
티투스 개선문이 중세 방어벽에 통합되면서 두 개의 큰 기둥의 바깥쪽 면의 조각품이 소실되었다. 아치의 애틱 부분에는 원래 금박을 입힌 전차의 조각상으로 장식되어 있었다. 주요 비문은 은, 금 또는 다른 금속으로 만든 문자로 장식되곤 했다.

### 비문

#### 원래 비문

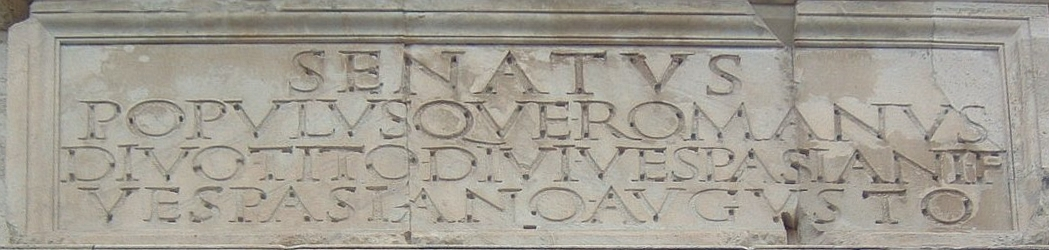
원래 비문

원래 비문은 아치의 동쪽에 있으며 로마 대문자로 다음과 같이 쓰여 있다:
SENATVS
POPVLVSQVE·ROMANVS
DIVO·TITO·DIVI·VESPASIANI·F(ILIO)

VESPASIANO·AVGVSTO
"원로원과 로마 국민은 (이 글을) 신격화된 베스파시아누스의 아들, 신격화된 티투스 베스파시아누스 아우구스투스에게 바칩니다."

#### 1821년 비문

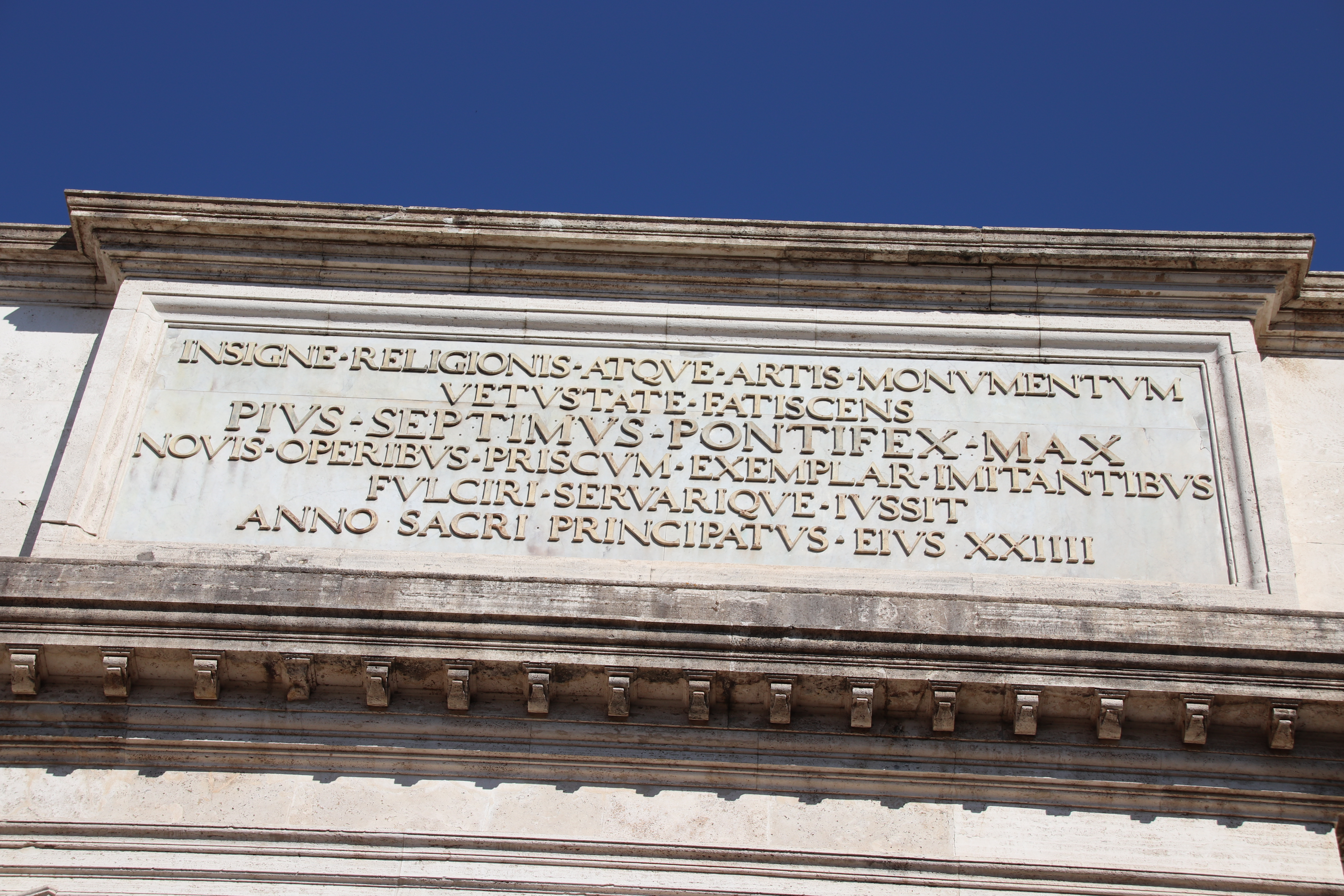
1821년에 새겨진 비문

반대편에는 1821년 주세페 발라디에르가 교황 비오 7세 재위 당시 티투스 개선문을 복원한 후에 새로운 비문을 새겼다. 복원 작업은 원래 부분과 복원된 부분을 구별하기 위해 의도적으로 트래버틴을 사용했다.
INSIGNE · RELIGIONIS · ATQVE · ARTIS · MONVMENTVM

VETVSTATE · FATISCENS
PIVS · SEPTIMVS · PONTIFEX · MAX(IMVS)
NOVIS · OPERIBVS · PRISCVM · EXEMPLAR · IMITANTIBVS
FVLCIRI · SERVARIQVE · IVSSIT

ANNO · SACRI · PRINCIPATVS · EIVS · XXIIII 
(이) 기념물은 종교와 예술 측면에서 모두 주목할 만하다.

세월이 흘러 낡아졌다:
교황 비오 7세가
고대의 원형을 모델로 한 새로운 작품으로

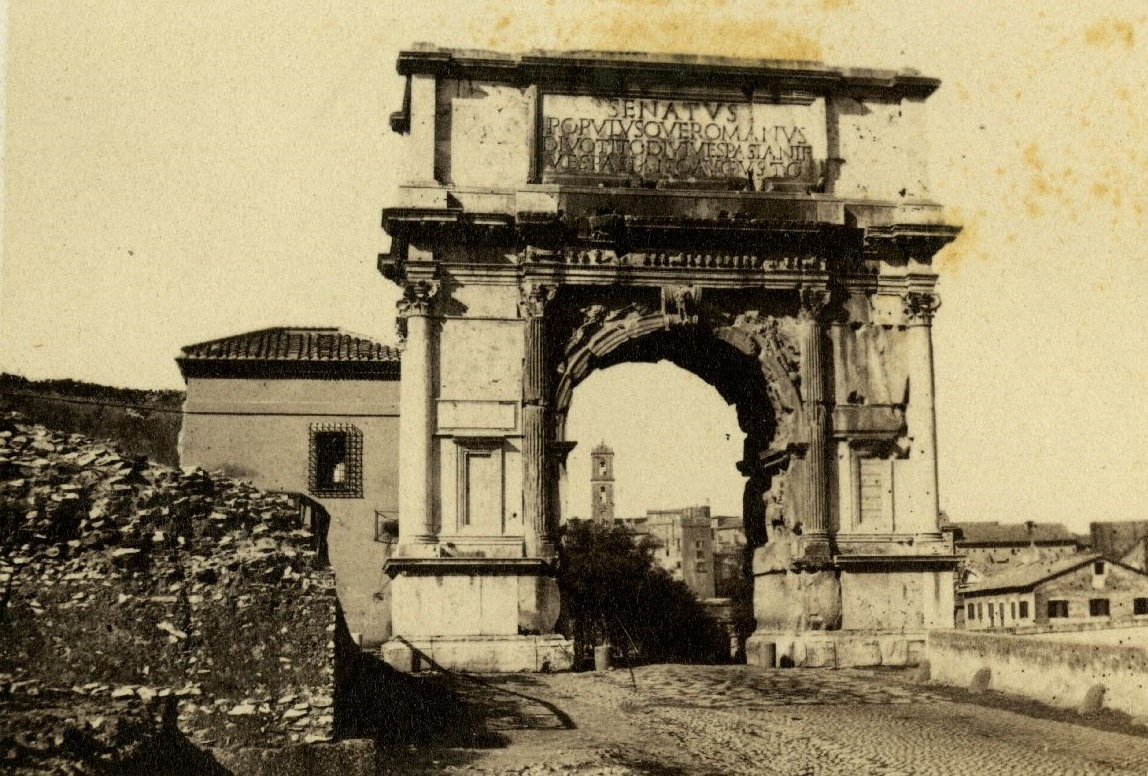
1880년경에 촬영한 티투스 개선문.

보강하고 보존하도록 명령했다.

• 그의 신성한 통치 24년째에.•

## 건축적 영향
티투스 개선문을 모델로 하거나 영감을 받은 건축물은 다음과 같다.
- 레온 바티스타 알베르티의 산탄드레아 대성당 외관 (만토바, 1472년)[31]
- 에투알 개선문 (파리, 1806년)[31]
- 군인과 선원의 아치 (브루클린, 1892년)[32]
- 스탠퍼드 화이트(Stanford White)의 워싱턴 스퀘어 아치(Washington Square Arch) (맨해튼, 1892년)[31]
- 임시 듀이 아치(Dewey Arch) (맨해튼, 1899년)[33]
- Fusiliers' Arch (더블린, 1907년)[34]
- 폴 필립 크레트(Paul Philippe Cret)가 만든 밸리 포지 국립역사공원의 국립 기념 아치 (몽고메리군, 1910년)
- 에드윈 루티언스의 인디아 게이트 (뉴델리, 1921년)[31]

## 갤러리
예술 작품 속 티투스 개선문
- 《티투스 아치가 있는 이상적인 풍경》, 조반니 파올로 파니니, 1740년경
- 《로마의 티투스 개선문》, 베르나르도 벨로토, 1744년
- 《티투스 개선문의 베두타》, 조반니 바티스타 피라네시
- 《포룸 로마눔》, 조지프 말로드 윌리엄 터너, 1826년
- 《로마의 티투스 개선문》, 콘스탄틴 한센, 1839년

## 참고 문헌
- R. Ross Holloway. "Some Remarks on the Arch of Titus". L'antiquité classique. 56 (1987) pp. 183–191.
- M. Pfanner. Der Titusbogen. Mainz: P. von Zabern, 1983.
- L. Roman. "Martial and the City of Rome". The Journal of Roman Studies 100 (2010) pp. 1–30.